# 坂梨トンネル
坂梨トンネル（さかなしトンネル）は、秋田県鹿角郡小坂町と青森県平川市を結ぶ東北自動車道のトンネル。小坂JCT - 碇ヶ関ICの間に存在し、上り線が4,254m、下り線が4,265mの東北自動車道で最も長いトンネルである。

## トンネル長
- 上り線（盛岡方面） 4,254m
- 下り線（青森方面） 4,265m

## 歴史
- 1986年7月30日 : 十和田IC - 碇ヶ関IC開通に伴い供用開始。

## 追記事項
- 供用開始より、トンネル内の最高速度は70km/hに規制されていたが、2008年3月25日15時から70km/h規制も解除された[1]。ただし、最高速度は、前後の区間と同じ80km/hである。
- 当初、トンネル内での車線変更は禁止されていたが、現在は車線変更禁止は解除されている（センターラインが修正され追い越しできるようになった）。
- 青森方面の出入口付近は、下り線（青森方面）は左に、上り線（盛岡方面）は右に、それぞれ大きくカーブしていて、見通しが悪い。
- 名前は並行する国道282号の峠の名前「坂梨峠」に由来している。

## 隣
E4 東北自動車道
(49-1)小坂IC - 小坂PA - (49-2)小坂JCT - 坂梨トンネル - 碇ヶ関トンネル - (50)碇ヶ関IC